# أدوار پرسن
أدوار پرسن (فرانسوی: Édouard Persin‎؛ زادهٔ ۲۹ مارس ۱۹۰۲) دوچرخه‌سوار اهل فرانسه است.